# جام ملت‌های خلیج ۲۰۱۷
بیست و سومین دوره جام ملت‌های خلیج بیست و سومین دوره جام ملت‌های خلیج مسابقات فوتبال برای هشت عضو عربی فدراسیون فوتبال جام خلیج بود. در این مسابقات که به میزبانی کویت برگزار شد ۸ تیم شرکت کردند. این دوره با قهرمانی عمان به پایان رسید.